# Dollaro del Brunei
Il ringgit bruneiano (malese) o dollaro bruneiano codice ISO 4217: BND), è la valuta del Brunei dal 1967. Normalmente è abbreviato col simbolo del dollaro ($) ed è suddiviso in 100 sen (malese) o cent (inglese).
Il dollaro bruneiano è agganciato al dollaro di Singapore con un cambio 1:1 (Singapore è uno dei più importanti partner commerciali del Brunei).

## Storia
Le prime monete del Brunei includono le conchiglie delle cypraeidae. Il Brunei è anche famoso per le sue teiere di bronzo, che erano usati nei commerci basati sul baratto con la costa del Borneo settentrionale.
Il Brunei emise monete di stagno denominate in pitis negli AH 1285 (AD 1868). Queste furono seguite da una moneta da un cent nel AH 1304 (AD 1888). Questo cent valeva un centesimo del dollaro degli Stretti.
In qualità di protettorato britannico, agli inizi del XX secolo, il Brunei usò il dollaro degli Stretti ed in seguito il dollaro malese ed il dollaro della Malesia e del Borneo britannico fino al 1967, quando iniziò ad emettere la propria valuta.
Il dollaro del Brunei sostituì il dollaro della Malesia e del Borneo britannico nel 1967 dopo la formazione della Malaysia e l'indipendenza di Singapore. Fino al 23 giugno 1973, il ringgit malese era cambiabile alla pari con il dollaro di Singapore e con il dollaro del Brunei. La Monetary Authority of Singapore ed il Brunei Currency and Monetary Board ancora mantengono la cambiabilità reciproca delle due monete. Il dollaro del Brunei è accettato come "customary tender" a Singapore secondo gli accordi monetari (Currency Interchangeability Agreement), anche se non ha corso legale.  Il dollaro di Singapore è accettato nello stesso modo nel Brunei.

## Monete
Nel 1967 furono introdotte monete con i valori di 1, 5, 10, 20 e 50 sen (cent). Eccetto la moneta da 1 sen, che era di bronzo, tutte le altre furono coniate in cupro-nichel. Nel 1986 l'acciaio ricoperto di rame ha sostituito il bronzo.

## Banconote
Nel 1967 il governo (Kerejaan Brunei) introdusse banconote nei tagli da 1, 5, 10, 50 e 100 ringgit (dollari). Le banconote da 500 e 1.000 ringgit seguirono nel 1979. Nel 1989 l'indicazione sui biglietti fu cambiata in Negara Brunei Darussalam, il nome ufficiale del paese. Le banconote da 10.000 ringgit furono introdotte lo stesso anno. Tutte le banconote presentano il valore in malese (sia in Rumi che in Jawi) ed in inglese. La denominazione in inglese nelle prime serie appariva sul fronte, sotto la denominazione in malese - Rumi, mentre ora appare sul verso assieme al Jawi.
Sono state emesse cinque serie di banconote. I colori delle banconote da B$1, B$5 e B$10 sono gli stessi in tutte le serie.

### Serie 1967
Prima serie (1967) - biglietti con il ritratto del sultano Omar Ali Saifuddien III, il 28° sovrano del Brunei.
- B$1 - blu
- B$5 - verde
- B$10 - rosso
- B$50 - marrone
- B$100 - viola

### Serie 1972
Seconda serie - questa serie era uguale alla precedente con l'eccezione che il ritratto del sultano Omar Ali Saifuddin fu sostituito da quello del sultano Hassanal Bolkiah, il 29° ed attuale sovrano del Brunei.  Tutte le serie successive hanno il ritratto del sultano Hassanal Bolkiah. Inoltre due nuovi tagli furono emessi nel 1979.
- 1 $ ~ 100 $ come la serie 1967
- 500 $ - arancione
- 1000 $ - marrone

### Serie 1989
Terza serie - la serie dopo l'indipendenza. Questa serie è stata gradualmente sostituita dalla quarta.
- 1 $ - blu
- 5 $ - verde
- 10 $ - rosso
- 50 $ - marrone, verde, arancione
- 100 $ - viola
- 500 $ - arancione
- 1000 $ - rosso-violetto, viola, verde-oliva
- 10 000 $ - verde, arancione

### Serie 1996-2000 (polimeri e carta)
Quarte serie (1996-2000) tutte le banconote, escluse quelle in polimeri, non sono più stampate.
| 1996 banconote polimeri e carta                                        | 1996 banconote polimeri e carta | 1996 banconote polimeri e carta | 1996 banconote polimeri e carta | 1996 banconote polimeri e carta | 1996 banconote polimeri e carta | 1996 banconote polimeri e carta | 1996 banconote polimeri e carta        | 1996 banconote polimeri e carta | 1996 banconote polimeri e carta |
| Immagine                                                               | Immagine                        | Valore                          | Dimensioni                      | Colore principale               | Descrizione                     | Descrizione                     | Descrizione                            | Data di emissione               | Materiale                       |
| Fronte                                                                 | Verso                           | Valore                          | Dimensioni                      | Colore principale               | Fronte                          | Verso                           | Window / Filigrana                     | Data di emissione               | Materiale                       |
| ---------------------------------------------------------------------- | ------------------------------- | ------------------------------- | ------------------------------- | ------------------------------- | ------------------------------- | ------------------------------- | -------------------------------------- | ------------------------------- | ------------------------------- |
|                                                                        |                                 | 1 $                             | 141 x 69 mm                     | blu                             | Sultan Hassanal Bolkiah         | Cascata nella foresta pluviale  | Stemma del Brunei (Transparent window) | 1996                            | polimero                        |
|                                                                        |                                 | 5 $                             | 141 x 69 mm                     | verde                           | Sultan Hassanal Bolkiah         | Foresta pluviale                | Stemma del Brunei (Transparent window) | 1996                            | polimero                        |
|                                                                        |                                 | 10 $                            | 141 x 69 mm                     | rosso                           | Sultan Hassanal Bolkiah         | Foresta pluviale                | Stemma del Brunei (Transparent window) | 1996                            | polimero                        |
|                                                                        |                                 | 50 $                            | 158 x 75 mm                     | marrone, verde e blu            | Sultan Hassanal Bolkiah         | Piattaforma petrolifera         | Sultan Hassanal Bolkiah (filigrana)    | 1996                            | carta                           |
|                                                                        |                                 | 100 $                           | 158 x 75 mm                     | marrone, arancione              | Sultan Hassanal Bolkiah         | Brunei International Airport    | Sultan Hassanal Bolkiah (filigrana)    | 1996                            | carta                           |
|                                                                        |                                 | 500 $                           | 175 x 81 mm                     | arancione                       | Sultan Hassanal Bolkiah         | Moschea                         | Sultan Hassanal Bolkiah (filigrana)    | 2000                            | carta                           |
| Per altre informazioni vedi tabella con le specifiche delle banconote. |                                 |                                 |                                 |                                 |                                 |                                 |                                        |                                 |                                 |

### Serie 2004-2007 (polimeri)
Le banconote in polimeri furono introdotte nel 2004 a causa di diversi episodi di falsificazione. In questa serie tutti i biglietti sono in polimeri. La banconota da 100 $ di questa serie ha vinto una medaglia d'oro per le sue caratteristiche di sicurezza nel XXII National Print Award in Australia nel maggio 2005.
| 2004-2007 banconote in polimero                                        | 2004-2007 banconote in polimero | 2004-2007 banconote in polimero | 2004-2007 banconote in polimero | 2004-2007 banconote in polimero | 2004-2007 banconote in polimero | 2004-2007 banconote in polimero         | 2004-2007 banconote in polimero | 2004-2007 banconote in polimero                            | 2004-2007 banconote in polimero                            |
| Immagine                                                               | Immagine                        | Valore                          | Dimensioni                      | Colore principale               | Descrizione                     | Descrizione                             | Descrizione                     | Data di                                                    | Data di                                                    |
| Fronte                                                                 | Verso                           | Valore                          | Dimensioni                      | Colore principale               | Fronte                          | Verso                                   | Finestra trasparente            | stampa                                                     | emissione                                                  |
| ---------------------------------------------------------------------- | ------------------------------- | ------------------------------- | ------------------------------- | ------------------------------- | ------------------------------- | --------------------------------------- | ------------------------------- | ---------------------------------------------------------- | ---------------------------------------------------------- |
|                                                                        |                                 | 50 $                            | 158 x 75 mm                     | blu chiaro e bronzo             | Sultano Hassanal Bolkiah        | Cascata nella foresta pluviale          | vari esempi di flora del Brunei | 15 luglio 2004 58° genetliaco del sultano Hassanal Bolkiah | 15 luglio 2004 58° genetliaco del sultano Hassanal Bolkiah |
|                                                                        |                                 | 100 $                           | 158 x 75 mm                     | oro                             | Sultano Hassanal Bolkiah        | Foresta pluviale                        | vari esempi di flora del Brunei | 15 luglio 2004 58° genetliaco del sultano Hassanal Bolkiah | 15 luglio 2004 58° genetliaco del sultano Hassanal Bolkiah |
|                                                                        |                                 | 500 $                           | 175 x 81 mm                     | viola                           | Sultano Omar Ali Saifuddien III | Moschea del sultano Omar Ali Saifuddien | vari esempi di flora del Brunei | 2006                                                       | 28 dicembre 2006                                           |
|                                                                        |                                 | 1000 $                          | 182 x 84 mm                     | blu                             | Sultano Hassanal Bolkiah        | Nuova sede del Ministero delle finanze  | vari esempi di flora del Brunei | 2006                                                       | 21 giugno 2007                                             |
|                                                                        |                                 | 10 000 $                        | non note                        | verde                           | Sultano Hassanal Bolkiah        | Nuova casa del parlamento               | vari esempi di flora del Brunei | 2006                                                       | 28 dicembre 2006                                           |
| Per altre informazioni vedi tabella con le specifiche delle banconote. |                                 |                                 |                                 |                                 |                                 |                                         |                                 |                                                            |                                                            |

### Commemorative
- 25 $ - viola e beige (1992)

Questa banconota è stata emessa per il giubileo d'argento (25* anniversario) dell'accesso al trono del sultano Hassanal Bolkiah. Il disegno è quello della serie del 1989.
- 20 $ - giallo (polimero, 2007)

Il 27 giugno 2007, Singapore e Brunei hanno celebrato il 40º anniversario dell'accordo monetario (Currency Interchangeability Agreement del 12 giugno 1967) con una emissione congiunta di una banconota commemorativa da 20 $.
Le due autorità hanno emesso due distinte versioni della nuova banconota da 20 $. Entrambe sono gialle, di dimensioni 149 × 72 mm, e stampate su polimero. Il verso è quasi identico eccetto che la versione del Brunei ha il titolo dello stato in Jawi, mentre quella di Singapore ha il titolo di stato del Brunei in alfabeto ltino. Il fronte della versione di Singapore è simile alle banconote dell'attuale serie di banconote del dollaro di Singapore, mentre il fronte della versione del Brunei è simile alle nuove banconote dal 50 $ e 100 $ della serie del 2004.